# Saint-Symphorien-de-Lay
Saint-Symphorien-de-Lay – miejscowość i gmina we Francji, w regionie Owernia-Rodan-Alpy, w departamencie Loara.
Według danych na rok 1990 gminę zamieszkiwało 1489 osób, a gęstość zaludnienia wynosiła 44 osób/km² (wśród 2880 gmin regionu Rodan-Alpy Saint-Symphorien-de-Lay plasuje się na 572. miejscu pod względem liczby ludności, natomiast pod względem powierzchni na miejscu 162.).